# Alcalosis respiratoria
La alcalosis respiratoria es uno de los trastornos del equilibrio ácido-base en que una mayor frecuencia de respiración (hiperventilación) eleva el pH del plasma sanguíneo, a lo cual se le denomina alcalosis. Para unos investigadores, la alcalosis respiratoria es el disturbio ácido básico más prevalente en pacientes seriamente enfermos, mientras que para otros, la acidosis metabólica sería el trastorno más frecuente.
La alcalosis respiratoria es una alteración clínica causada por hiperventilación alveolar que provoca hipocapnia (PaCO2 ≤ 35 mmHg), incremento de la relación de la concentración de bicarbonato y la PaO2 y aumento del pH. Entre los mecanismos compensatorios se incluyen disminución de la frecuencia respiratoria (si el organismo es capaz de responder a la caída de la PaCO2), incremento de la excreción renal de bicarbonato y retención de hidrógeno.

## Clasificación
Hay dos tipos de alcalosis respiratoria: crónica y aguda. La alcalosis respiratoria aguda ocurre rápidamente. Durante la alcalosis respiratoria aguda, el paciente pierde el conocimiento, momento en el cual la tasa de ventilación volverá a la normalidad. 
La alcalosis respiratoria crónica es una condición de larga data. Por cada reducción de 10 mM en la pCO2 en la sangre, hay una correspondiente caída de 5 mM de iones bicarbonato. La caída de 5 mM de ion bicarbonato es un efecto de compensación que reduce el efecto de la caída de la pCO2 en la sangre. Tal efecto se denomina compensación metabólica.

## Patogenia
La alcalosis respiratoria generalmente ocurre bajo el efecto de algún estímulo que hace que una persona comience a hiperventilar. El aumento de la ventilación produce un aumento de la respiración alveolar, expulsando las emisiones de CO2 de la circulación. Esto altera la dinámica del equilibrio químico de dióxido de carbono en el sistema circulatorio y el sistema reacciona bajo el principio de Le Chatelier. Los iones circulantes de hidrógeno y bicarbonato reaccionan para formar ácido carbónico (H2CO3) para hacer más CO2 a través de la enzima anhidrasa carbónica de acuerdo a la siguiente reacción: 
```
           CO
2
 + H
2
O <--> H
2
CO
3
 <--> H
+
 + HCO
3
-
```

El resultado neto de esta reacción es la disminución de la concentración de iones hidrógeno de la circulación, y un aumento consecuente del pH. También se ha notado un aumento compensador en la concentración del calcio ionizado en el plasma sanguíneo.

## Causas
La alcalosis respiratoria puede ser causada accidentalmente por iatrogenia durante una excesiva ventilación mecánica. Otras causas incluyen: 
- Causas psiquiátricas: La ansiedad, la histeria y el estrés
- Causas del sistema nervioso central: Accidente cerebrovascular, hemorragia subaracnoidea, la meningitis
- Uso de medicamentos y drogas: doxapram, la aspirina, la cafeína y el abuso al café
- Hipoxemia: Anemia, derivaciones cardíacas derecha e izquierda, altitud elevada (mudarse a regiones de gran altitud sobre el nivel del mar donde la baja presión atmosférica estimula un aumento en la frecuencia ventilatoria)
- Enfermedades pulmonares tales como neumonía donde la respiración es regulada por un estímulo hipóxico en vez de los niveles de CO2, el determinante normal de tal regulación
- Fiebre, que estimulan el centro respiratorio en el tronco cerebral
- Endocrinas: Embarazo, incremento en niveles de progesterona, Hipertiroidismo
- Actividad sexual, que puede inducir la respiración excesiva debido a la excitación sexual

Los dos mecanismos principales que desencadenan una hiperventilación son:
- Hipoxemia
- Estimulación directa del centro respiratorio central del cerebro (como sucede con fiebre alta, traumatismos craneales/lesiones del Sistema Nervioso Central, intoxicación por salicilato).

## Cuadro clínico
Los síntomas de la alcalosis respiratoria se relacionan con la disminución de los niveles de dióxido de carbono arteriales, e incluyen parestesia periférica. Además, la alcalosis produce trastornos en el balance del ion calcio, y causar así síntomas de hipocalcemia, tales como tetania y desmayos, sin que se note una disminución de los niveles séricos de calcio total. 